# 陸增祥
陆增祥（1816年—1882年），字魁仲，号星农，江苏太仓人。清朝状元，政治人物。

## 生平
陆增祥年少力学，读书不辍。道光三十年（1850年），考中庚戌科殿试一甲第一名进士（状元），授翰林院修撰。不久因母丧丁忧离职。咸丰三年（1853年），太平军攻占南京，增祥在服丧中奉诏督办团练，协助太仓州知州蔡映斗镇压在青浦响应太平军的周立春部，收复嘉定，因功任赞善，入京就职。咸丰六年（1856年），充会试同考官。咸丰十年（1860年），出为庆远府（今属广西）知府。同治二年（1863年），出任湖南辰沅永靖道道员，后因病辞归。

## 著作
陆增祥少通六书，精于金石学，编《八琼室待访金石补正》，著有《筠清馆金石记目》6卷、《楚辞疑异释证》8卷、《篆墨述诂》24卷、《红鳞鱼室诗存》2卷等。另有《古今字表》，未成。